# 옹진 백령도 진촌리 감람암포획 현무암분포지
옹진 백령도 진촌리 감람암포획 현무암분포지(甕津 白翎島 鎭村里 橄欖岩捕獲 玄武岩分布地)는 인천광역시 옹진군 백령면 진촌리에 있는 원시시대의 지질지형이다. 1997년 12월 30일 대한민국의 천연기념물 제393호로 지정되었다.

## 개요
한반도에서 감람암 포획현무암이 분포하는 곳은 경기도 전곡, 평택 강원도 철원 일대, 울릉도 및 제주도에 국한되어 있다.
백령도 진촌리의 감람암 포획현무암 분포지는 백령면 진촌리에서 동쪽으로 1.3km 정도 떨어진 해안에 있으며, 해안선을 따라 지름 5∼10cm 크기의 노란 감람암 덩어리가 들어있는 용암층이 만들어져 있다. 용암층은 두께가 10m 이상이며, 검은 현무암으로 이루어져 있다.
백령도 진촌리의 감람암 포획현무암 분포지는 지구 속 수십 km아래에서 만들어진 감람암이 용암이 분출할 때 함께 올라와 만들어진 것으로 지하 깊은 곳의 상태를 연구하는데 매우 중요한 자료가 된다.

## 현지 안내문
백령도 진촌리 동쪽 해안선을 따라 드러나 있는 현무암에는 황록색을 띤 감람암의 암편들이 다량 함유돼 있다. 이 감람암의 암편들은 지하 수십 km 길이의 고온고압하에 있는 맨틀에서 분출된 것이 이후 현무암 마그마가 상승할 때 함께 분출한 것이기 때문에 지하 깊은 곳에서의 마그마의 상태와 마그마의 분화과정을 연구하는 데 중요한 학술자료이다. 면적은 약 4km2이며 용암류의 두께는 최대 10m 정도의 단일층이다.

## 같이 보기
- 감람암
- 용암

## 참고 자료
- 옹진 백령도 진촌리 감람암포획 현무암분포지 - 국가유산청 국가유산포털